# Ágabo
Ágabo o Ágabos —en griego: Ἄγαβος Ágabos—, llamado también Ágabo el profeta, fue, según la tradición cristiana, uno de los setenta discípulos del cristianismo primitivo, considerado profeta por sus contemporáneos.
Es venerado como santo por la Iglesia Católica y la Iglesia Ortodoxa. La primera celebra su festividad el 8 de abril, y, la segunda, el 13 de febrero.

## Hagiografía

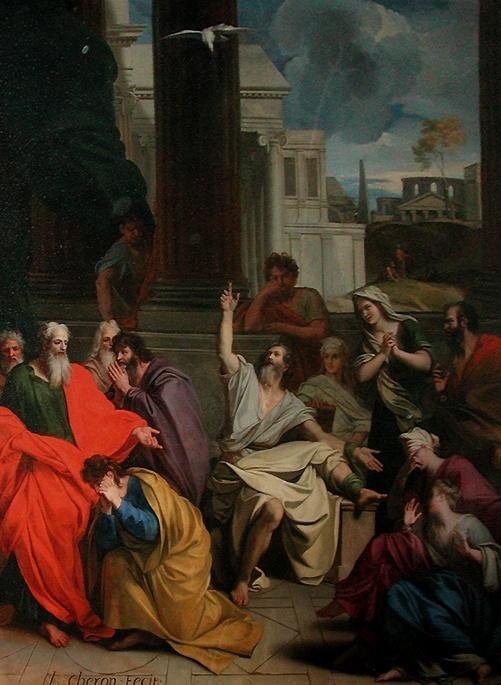
Profecia de Ágabo, por Louis Chéron.

Ágabo es mencionado en el libro bíblico, atribuido a Lucas,  Hechos de los Apóstoles, donde se lo presenta como un profeta.
Su primera aparición en el libro (Hechos 11, 27-28) lo nombra entre los profetas que fueron de Antioquía a Jerusalén. Allí predijo una gran hambruna, la cual el autor sitúa bajo el imperio de Claudio y que se ha identificado con los hechos del año 45 o 49.
Años después, según Hechos 21, 10-12, hacia el año 58, conoció a Pablo de Tarso en Cesarea Marítima y le advirtió que sería encarcelado si decidía ir a Jerusalén.  Pablo finalmente llevó a cabo el viaje y, en efecto, cayó preso por los romanos.
Los santorales, sin mencionar fuentes, lo consideran nacido en Antioquía, de origen judío y convertido al cristianismo. También dicen que murió mártir en Antioquía.

## Leyenda
Según los hagiógrafos carmelitas, Ágabo era un joven de la estirpe de David, prendado de la Virgen María. Fue convocado al Templo entre los varones a los cuales sería dada en custodia. Al ser elegido san José, Ágabo se retiró al monte Carmelo, donde residió con los monjes de la orden creada por Elías. Convertido a la fe de Cristo, predicó en Jerusalén y Antioquía. Se añade que fue el primero en erigir una iglesia bajo la advocación de la Virgen.

## Veneración  y culto público
Ágabo es venerado como santo por las iglesias católica y ortodoxa. La primera celebra su festividad el 8 de abril, y, la segunda, el 13 de febrero.
Se le representa como un hombre de barba y cabello largo, mirando al cielo en alusión a su don profético. Representaciones barrocas lo muestran con hábito de monje carmelita sosteniendo con sus manos una iglesia.